# 日当駅
日当駅（ひなたえき）は、岐阜県本巣市日当字前沖にある、樽見鉄道樽見線の駅である。駅番号はTR16。

## 歴史
- 1989年（平成元年）3月25日：樽見鉄道樽見線神海駅 - 樽見駅間延伸時に開設[1]。

## 駅構造
単式ホーム1面1線を有する地上駅。
無人駅。ホーム上に小さな待合所が設置されている。

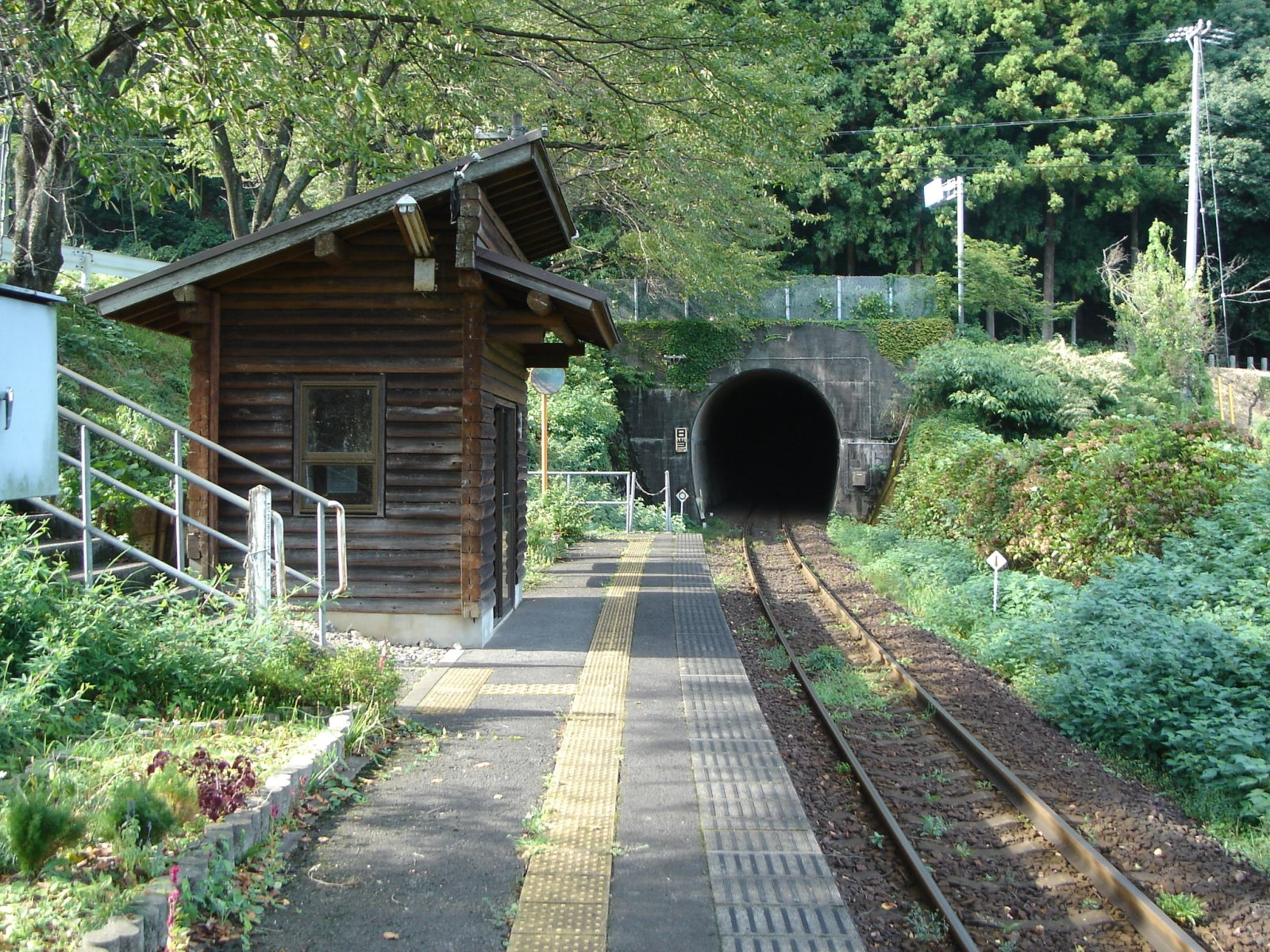
ホーム（2008年、樽見方面）
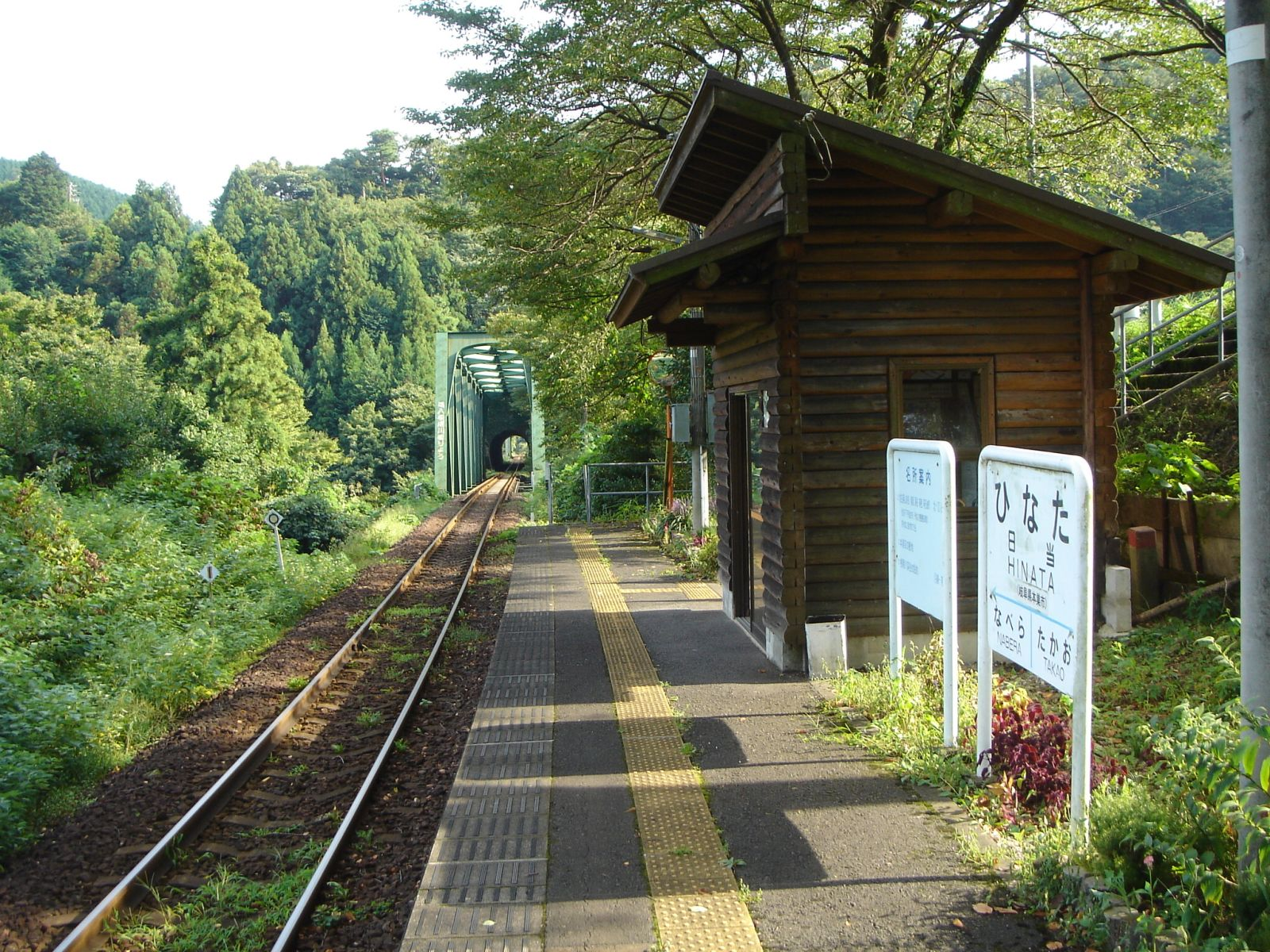
ホーム（2008年、大垣方面）
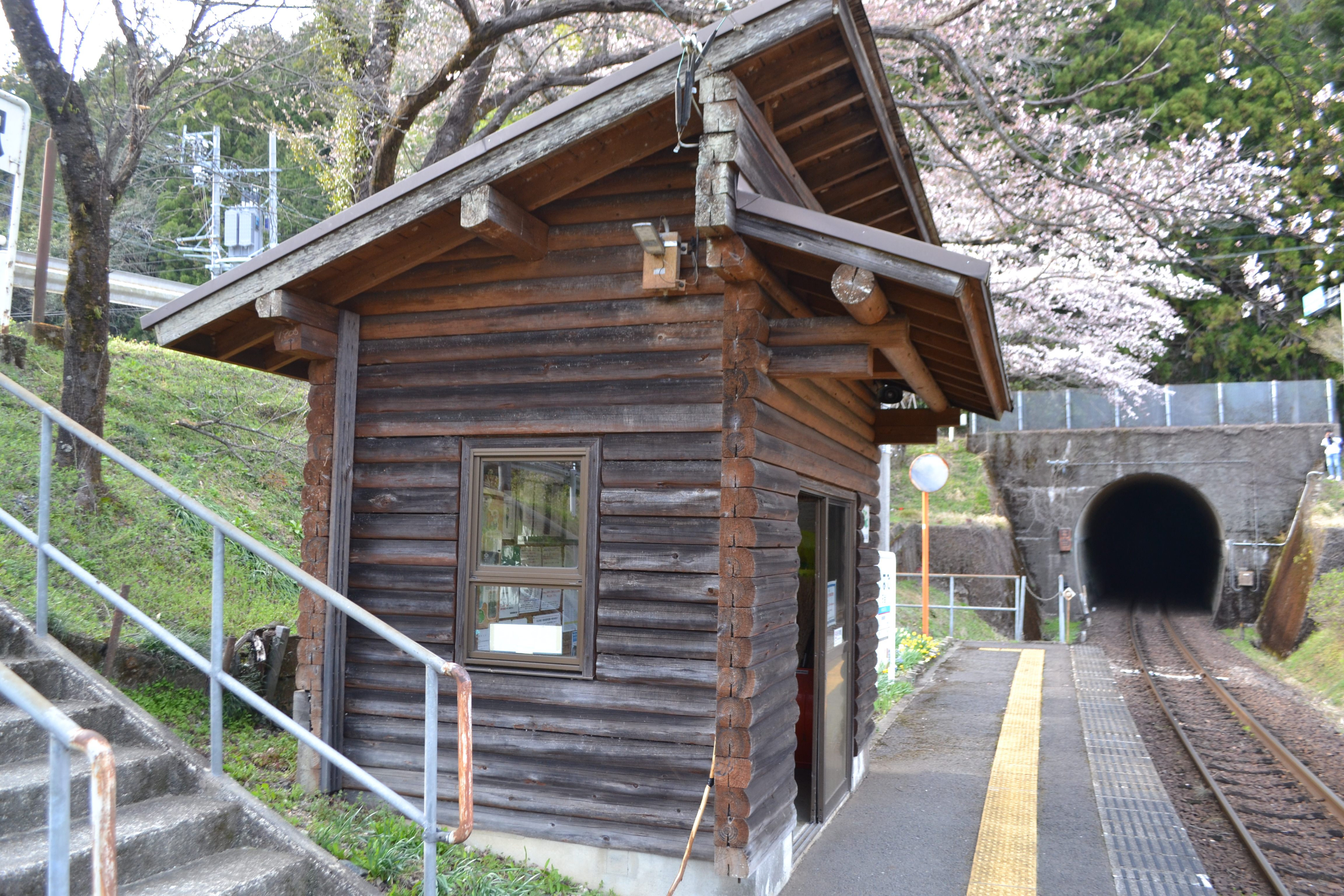
待合所（2022年4月）
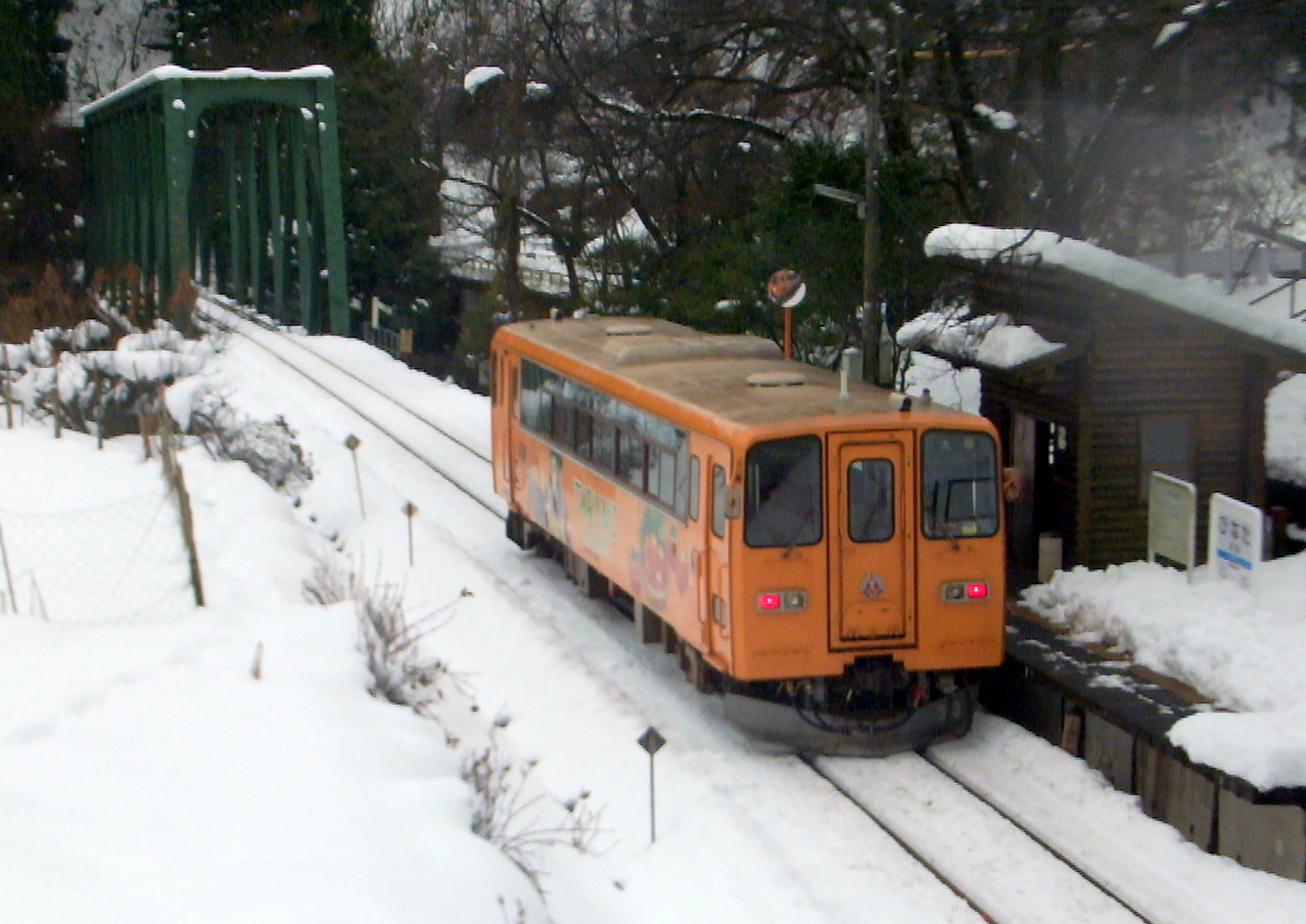
駅に停車中の列車（2014年）

## 駅周辺
- NPO法人樽見鉄道を守る会事務所[2]：レンタサイクル貸出等を運営[3]。
- 国道157号
- 岐阜県道255号根尾谷汲大野線
- 根尾川

### バス路線
駅前の道路に「日当駅前」停留所があり、以下の路線が発着する。
本巣市市営バス
- 根尾宇津志線
  - 根尾分庁舎前
  - 宇津志

## その他
- 当駅は桜の時期となると、駅・車両と桜を絡めて撮影する鉄道ファンが大勢訪れる。また、樽見線新線区間はで数少ない写真撮影スポットでもある。
- 計画時、当駅を含む区間（宇津志トンネル - 当駅 - 日当トンネル）は1000分の20の勾配となる所であったが、1000分の10に緩和した[4]。

## 隣の駅
樽見鉄道
■樽見線
鍋原駅 (TR15) - 日当駅 (TR16) - 高尾駅 (TR17)